# Glandon
Glandon ist eine französische Gemeinde mit 806 Einwohnern (Stand 1. Januar 2022) im Département Haute-Vienne in der Region Nouvelle-Aquitaine. Sie gehört  zum Arrondissement Limoges und zum Kanton Saint-Yrieix-la-Perche. Glandon ist Mitglied im Gemeindeverband Communauté de communes du Pays de Saint-Yrieix.

## Geographie
Glandon ist die südlichste Gemeinde des Départements Haute-Vienne. Sie liegt knapp südlich der Kantonshauptstadt Saint-Yrieix-la-Perche und grenzt im Südosten an das Département Corrèze und im Süden und Südwesten an das Département Dordogne. Nachbargemeinden sind Saint-Yrieix-la-Perche im Nordwesten, Norden und Nordosten, Saint-Éloy-les-Tuileries im Südosten, Payzac im Süden und Sarlande im Südwesten.

## Bevölkerungsentwicklung
| Jahr      | 1968 | 1975 | 1982 | 1990 | 1999 | 2006 |
| Einwohner | 621  | 601  | 571  | 709  | 771  | 803  |